# Čeburaška
Čeburaška (in russo Чебурашка?, ) è un personaggio della letteratura per ragazzi sovietica, creato dallo scrittore Ėduard Uspenskij nel 1966. È il protagonista di una serie di film d'animazione girati da Roman Kačanov tra il 1969 e il 1983, nei quali è doppiato da Klara Rumjanova. È il protagonista del libro Krokodil Gena i ego druz'ja (in russo Крокодил Гена и его друзья?) [Il coccodrillo Gena e i suoi amici] e del film di Roman Kačanov Krokodil Gena (in russo Крокодил Гена?) [Il coccodrillo Gena], tratto dal libro e girato nel 1968. È diventato famoso dopo l'uscita sul grande schermo del film.
Il personaggio di Čeburaška - un piccolo animale sconosciuto agli scienziati - è popolarissimo in tutta la ex-URSS, ed è stato scelto come mascotte della squadra olimpica russa per la XXVIII Olimpiade di Atene nel 2004. Bambole di Čeburaška sono state esibite anche da alcuni atleti ai XX Giochi olimpici invernali di Torino nel 2006.
La sua fama lo rende oggetto di numerosissimi aneddoti e barzellette molto comuni in Russia.

## La storia ed i personaggi
Nella serie di film si apprende che Čeburaška proviene probabilmente dalla foresta tropicale. Si ritrova per caso in una cassetta di arance dove, dopo essersene nutrito fino alla sazietà, si era addormentato.
Il suo nome, Čeburaška, non è un nome proprio, ma quello di specie, attribuitogli dal direttore del negozio in cui viene trovato: dopo essere stato fatto uscire dalla cassetta, infatti, l'animaletto viene messo seduto sul tavolo, ma a causa dell'intorpidimento per tutto il tempo passato nella cassetta, Čeburaška fa un capitombolo: questa parola in russo è espressa dal verbo Čeburachnut'sja (in russo чебурахнуться?), un termine colloquiale anche allora poco utilizzato, ma a cui l'autore dà nuova vita. Su questa linea generale si ritrova anche la traduzione francese della parola: in Francia Čeburaška è Badaboum, come il rumore prodotto dalla caduta.
Čeburaška assomiglia ad un orsacchiotto di peluche, con orecchie enormi, grandi occhi e pelo marrone. Cammina sulle zampe posteriori ed è della taglia approssimativa di un bambino di circa cinque anni. È di sesso maschile.
Inizialmente cercano di sistemare Čeburaška allo zoo, ma non viene preso, perché non sanno dove mettere la bestiolina sconosciuta; infine lo sistemano nel negozio della merce scontata. Čeburaška incontra il coccodrillo Gena, che aveva lavorato allo zoo come coccodrillo e che, essendo solo come Čeburaška, aveva iniziato a mettere annunci per trovare degli amici. Insieme vanno alla ricerca di amici, tra cui il leone Čandr, il cucciolo Tobik e la piccola Galja, ragazza pioniere, e aiutano gli altri personaggi: persone e animali parlanti. I loro antagonisti sono la vecchietta Šapokljak e Lariska, il suo ratto addomesticato.
Il personaggio di Čeburashka, così come lo conosciamo oggi, è apparso per la prima volta nel cartone animato di Roman Kačanov Il coccodrillo Gena (1969), creato con la diretta partecipazione del disegnatore e sceneggiatore Leonid Švarcman. Dopo l'uscita del film è stato inizialmente tradotto in inglese come “Topple”, in tedesco come “Kullerchen” e “Plumps”, in svedese come “Drutten” e in finlandese come “Muksis”.

### Amici
Čeburaška si accompagna sempre con l'amico Gena (in russo Гена?, diminutivo di Gennadij, Геннадий), un coccodrillo, che indossa sempre un cappello ed un cappotto, cammina su due gambe, lavora in uno zoo e suona la fisarmonica. Tra le loro canzoni preferite c'è "Purtroppo il compleanno è solo una volta all'anno" (in russo К сожалению, день рожденья только раз в году?, K sožaleniju den' roždenja tol'ko raz v godu).

### Antagonisti
Nella serie animata le avventure di Čeburaška e del suo amico Gena sono ostacolate dalla presenza di Starucha Šapokljak (in russo Cтаруха Шапокляк?), una vecchietta magra e dispettosa, che indossa sempre un cappotto scuro ed un cappello. È proprio dal suo abbigliamento che prende il nome: šapokljak, infatti, è una trasposizione russa del francese chapeau claque, un tipo di cappello a cilindro ormai passato di moda. Secondo il libro, la sua occupazione principale è quella di "riunire i cattivi" e nel cartone animato il suo motto è espresso in una canzoncina:
«Spreca il suo tempo chi aiuta la gente. Se fai buone azioni sei solo fuori di mente». [Traduzione libera]
Šapokljak, con l'aiuto del ratto Lariska che vive nella sua borsetta, organizza scherzi crudeli ai danni dei poveri cittadini. Mano a mano che Šapoljak conosce Gena e Čeburaška, si mette sulla retta via, ma torna spesso a essere la cattiva all'inizio del cartone seguente.
È interessante l'origine di questo personaggio. In un'intervista E. N. Uspenskij ha confessato che la sua prima moglie è stata il modello per creare il personaggio di Šapokljak, e l'artista Leonid Švarzman, creatore dell'aspetto esteriore dei personaggi del cartone animato, ha disegnato la vecchia basandosi in parte sulla suocera.

## Origine
Come spiegato nella prefazione al libro Il coccodrillo Gena e i suoi amici, Čeburaška era il nome di un vecchio giocattolo difettoso che l'autore aveva da piccolo: era un animale strano, una via di mezzo tra un orsetto e una lepre dalle orecchie grandi. I suoi occhi erano grandi e gialli, come quelli di un gufo, la testa tonda da lepre e la coda corta corta e pelosa, tipica dei cuccioli d'orso.
Stando al libro, i genitori dell'autore sostenevano che fosse un animaletto sconosciuto alla scienza, che abita le torride foreste tropicali. Perciò nel testo principale, come sostiene lo scrittore, tra i protagonisti ci sono i giocattoli d'infanzia dello stesso Èduard Uspenskij e Čeburaška è davvero un animaletto tropicale sconosciuto, che dopo essersi arrampicato e addormentato in una cassetta di arance, è finito insieme a quest'ultima nella grande città. Il proprietario del negozio, dove la cassetta è stata poi aperta, lo ha chiamato “Čeburaška”, perché abbuffatosi di arance, la bestiolina continuava a cadere (“ceburascare”):
Lui stava seduto, fermo, si guardava in giro finché di punto in bianco non è capitombolato dal tavolo alla sedia. Ma sulla sedia non è stato fermo un attimo e così è capitombolato di nuovo. Sul pavimento questa volta. Ma che Čeburaška che sei! – disse il proprietario – non riesci proprio a stare fermo!
E così il nostro animaletto venne a scoprire di chiamarsi Čeburaška...

## Curiosità

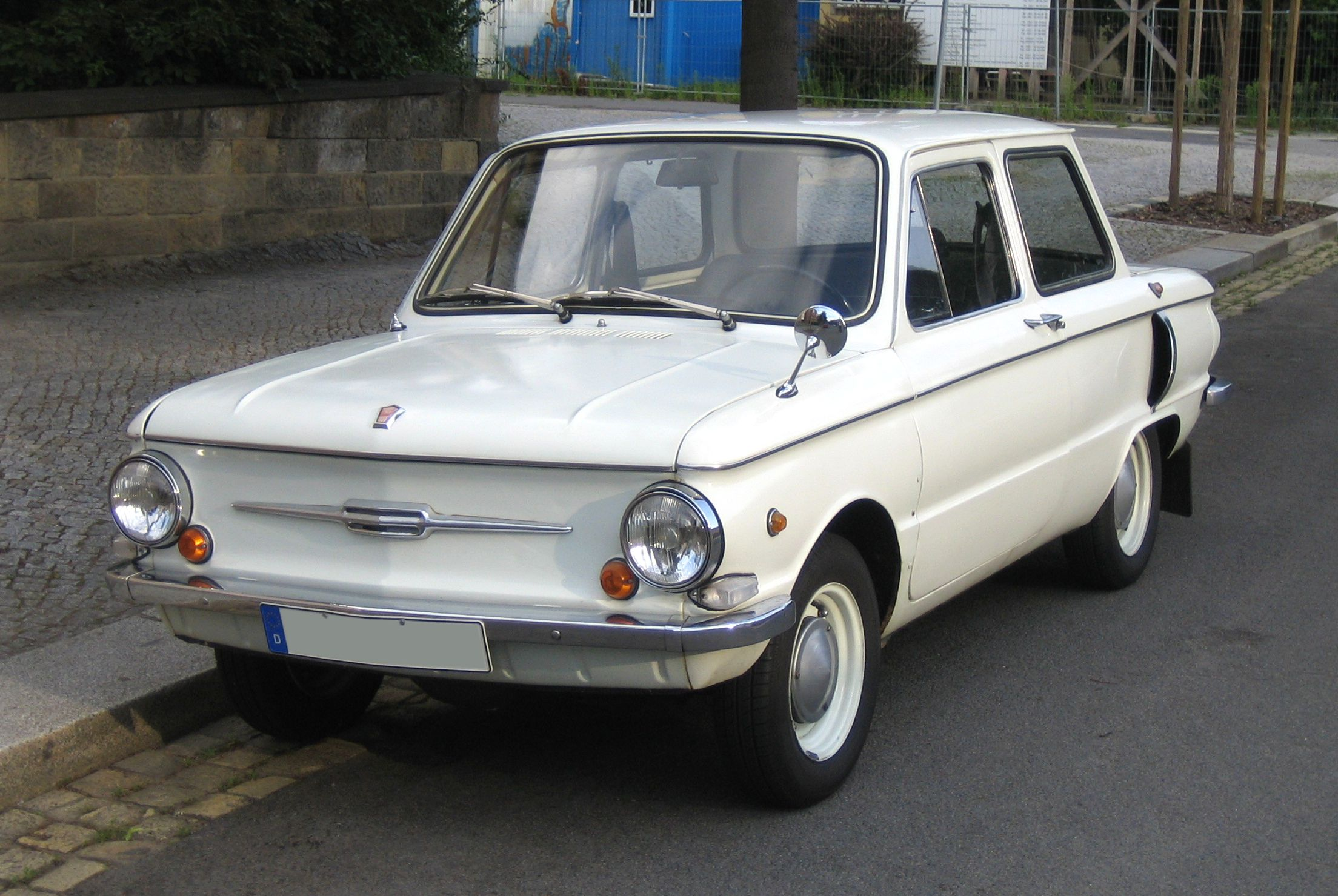
Zaporožets ZAZ-968 con gli "orecchi".

Alcuni oggetti che con il loro aspetto assomigliano a Čeburaška hanno ricevuto lo stesso soprannome, ad esempio l'automobile ZAZ 968A "Zaporožets" (per le sue prese d'aria larghe ai lati), o l'aereo Antonov An-72/74 (per i motori sopra le ali vicino alla fusoliera).

### Svezia
Negli anni settanta è stata prodotta in Svezia una serie di show televisivi e radiofonici ed una rivista per bambini che avevano come protagonisti Drutten ed il coccodrillo Gena. Questi personaggi erano ispirati a Čeburaška e Gena, ed in particolare a delle bambole comprate durante una gita in URSS, e così erano visivamente identici ai personaggi di Uspenskij.
In realtà oltre a questa somiglianza, non c'è molto altro: i personaggi svedesi cantano e raccontano storie del tutto differenti da quelle sovietiche.

### Israele
Le canzoni della serie di animazione sovietica sono disponibili anche per i bambini di Israele: sono cantate in lingua ebraica sul canale per bambini Hop Channel.

### Giappone
Čeburaška è estremamente popolare in Giappone dove si dice sia stato l'ispirazione per il famoso Pikachu, infatti gli appassionati d'animazione lo chiamano "il primo Pokemon". Nel paese del Sol Levante sono state prodotte due serie animate locali sul personaggio.

## Episodi della serie
- Il coccodrillo Gena (Крокодил Гена, 1969)
- Čeburaška (Чебурашка, 1971)
- Šapokljak (Шапокляк, 1974)
- Čeburaška va a scuola (Чебурашка идёт в школу, 1983)